# Alatalo
Alatalo is een dorp binnen de Zweedse gemeente Haparanda. Het ligt aan de Keräsjoki tegen het dorp Kräsjoki aan..
Alatalo · Barsk · Haparanda · Kangas · Kankaanranta · Karungi · Kattilasaari · Keräsjänkkä · Keräsjoki · Korpikylä · Korva · Kukkola · Lappträsk · Marielund · Mattila · Nikkala · Parviainen · Purra · Salmis · Seskarö · Säivis · Vojakkala · Vuono · Vittikko